# آئو: آخرین شکارچی
آئو: آخرین شکارچی (انگلیسی: Ao: The Last Hunter)، یک فیلم داستان پیشاتاریخ فرانسوی محصول ۲۰۱۰ به کارگردانی ژاک مالاتره است. این رمان بر اساس اولین رمان از سه‌گانه مارک کلاپچینسکی Aô, l'homme ancien (2010) ساخته شده است.